# Veroizpoved
Veroizpoved, Izpoved vere ali Vera (latinsko Credo v pomenu Verujem) pomeni molitev, s katero verniki izražajo svojo vero. Predstavlja kratek povzetek tega, kar posamezna Cerkev (verstvo) veruje. Izpoved vere je zunanje priznanje tega, kar posameznik veruje.

## Krščanstvo
- apostolska veroizpoved
- nicejsko-carigrajska veroizpoved
- atanazijska veroizpoved

## Pravoslavje
Gospode Isuse Hriste, Sine Božiji; pomiluj me grešnoga

## Islam
Šahada: »Alahu Ahbar La ilaha illa Alah Muhamadun Rasula Alah!« (»Alah je največji! Ni drugega Boga poleg Alaha in Mohamed je njegov prerok).